# Phellodon rufipes
Phellodon rufipes är en svampart som beskrevs av Maas Geest. 1971. Phellodon rufipes ingår i släktet lädertaggsvampar och familjen Bankeraceae.   Inga underarter finns listade i Catalogue of Life.